# Шевченко Марко Михайлович
Марко́ Миха́йлович Шевче́нко (1895 , Лютенські Будища, Зіньківський повіт, Полтавська губернія, Російська імперія  — невідомо ) — український радянський діяч, голова колгоспу імені Кірова Зіньківського району. Депутат Верховної Ради УРСР 1-го скликання.

## Біографія
Народився 1895 року в бідній селянській родині в селі Лютенські Будища, тепер Зіньківський район, Полтавська область, Україна. У 1908 році провчився одну зиму в сільській школі.
З 1909 по 1915 рік наймитував у заможних селян та поміщиків на Кубані.
У 1915–1917 роках — служба в російській імператорській армії. У 1915 році півтора місяця перебував у запасному полку в місті Єгор'євську, потім був відправлений на німецький фронт. До листопада 1917 року служив у 71-му піхотному Віленському полку 18-ї дивізії 14-го армійського корпусу. Учасник Першої світової війни.
У листопаді 1917 року повернувся до села Лютенські Будища на Полтавщині.
У жовтні 1918 року вступив добровольцем до радянського партизанського загону, який провадив військові дії проти військ Української Народної Республіки в напрямку Зіньків-Гадяч-Лохвиця на Полтавщині. З початку 1919 року служив у зіньківській міській, а потім у лютенсько-будищанській волосній робітничо-селянській міліції.
З серпня 1919 до травня 1920 року — боєць 1-го радянського полку 8-ї дивізії РСЧА. Воював проти російських білогвардійських військ Денікіна і Врангеля, був поранений під Перекопом. Два з половиною місяці лікувався в московському воєнному госпіталі, потім був демобілізований і відправлений на батьківщину.
До 1921 року лікувався, а потім працював членом комітету незаможних селян (КНС) в селі Лютенські Будища. У 1923–1925 роках — голова комітету взаємодопомоги. Потім два роки був членом правління сільськогосподарського кредитного товариства.
З листопада 1929 року — голова колгоспу імені Кірова села Лютенські Будища Зіньківського району Полтавської області. Був учасником 2-го Всесоюзного з'їзду колгоспників-ударників.
Член ВКП(б) з 1937 року.
26 червня 1938 року обраний депутатом Верховної Ради УРСР 1-го скликання по Зіньківській виборчій окрузі № 182 Полтавської області.
У 1941 році був евакуйований у Сталінградську область РРФСР. Потім — в Червоній армії, учасник німецько-радянської війни. Служив прапороносцем 39-го гвардійського козачого кавалерійського полку 11-ї гвардійської козачої кавалерійської дивізії 5-го гвардійського козачого кавалерійського корпусу Південного фронту.
Станом на 1945 рік — заступник голови виконавчого комітету Зіньківської районної ради депутатів трудящих Полтавської області.

## Військове звання
- гвардії ефрейтор

## Нагороди
- медаль «За бойові заслуги» (23.09.1943)
- медаль «За оборону Сталінграда»
- медаль «За перемогу над Німеччиною у Великій Вітчизняній війні 1941—1945 рр.»